# 5080 Oja
Az 5080 Oja (ideiglenes jelöléssel 1976 EB) a Naprendszer kisbolygóövében található aszteroida. Claes-Ingvar Lagerkvist fedezte fel 1976. március 2-án.